# Теория принятия решений

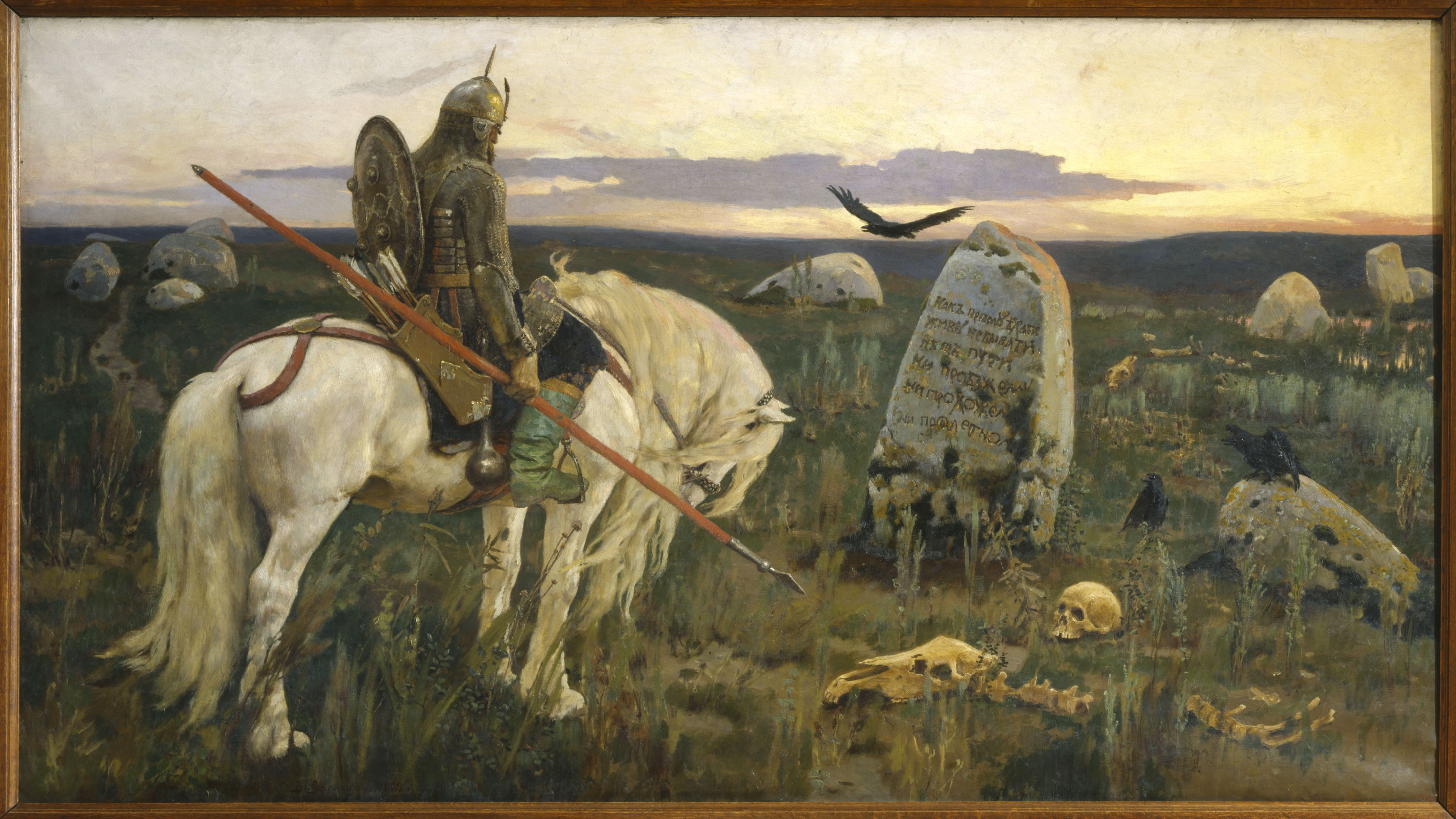
Виктор Васнецов. Витязь на распутье (1882)

Тео́рия приня́тия реше́ний — область исследования, использующая понятия и методы математики, статистики, экономики, менеджмента и психологии с целью изучения закономерностей выбора людьми путей решения проблем и задач, а также способов достижения желаемого результата.
Различают нормативную теорию, которая описывает рациональный процесс принятия решения, и дескриптивную теорию, описывающую практику принятия решений.

## Процесс решения проблем и задач
Рациональный процесс решения проблем и задач включает следующие этапы, при необходимости выполняемые одновременно, параллельно, итерационно, с возвратом к исполнению предыдущих этапов:
1. Ситуационный анализ (анализ проблемной ситуации);
2. Идентификация проблемы и постановка цели;
3. Поиск необходимой информации;
4. Формирование множества возможных решений;
5. Формирование критериев оценки решений;
6. Разработка индикаторов и критериев для мониторинга реализации решений;
7. Проведение оценки решений;
8. Выбор наилучшего решения;
9. Планирование;
10. Реализация;
11. Мониторинг реализации;
12. Оценка результата.

При этом выполнение всего процесса и этапов осуществляется рационально обоснованным способом.

## Проблема эргодичности
Для того, чтобы делать «строгие» статистически достоверные прогнозы на будущее, нужно получить выборку из будущих данных. Так как это невозможно, то многие специалисты предполагают, что выборки из прошлых и текущих, например, рыночных индикаторов равнозначны выборке из будущего. Иными словами, если встать на такую точку зрения, то получится, что прогнозируемые показатели — лишь статистические тени прошлых и текущих рыночных сигналов. Такой подход сводит работу аналитика к выяснению, каким образом участники рынка получают и обрабатывают рыночные сигналы. Без устойчивости рядов нельзя делать обоснованных выводов. Но это вовсе не значит, что ряд должен быть устойчив во всём. Например, он может иметь устойчивые дисперсии и совершенно нестационарные средние — в этом случае мы будем делать выводы только о дисперсии, в обратном случае только о среднем. Устойчивости могут носить и более экзотический характер. Поиск устойчивостей в рядах и есть одна из задач статистики.
Если лица, принимающие решения (ЛПР), полагают, что процесс не является стационарным (устойчивым), а следовательно, эргодическим, и даже если они считают, что вероятностные функции распределения инвестиционных ожиданий всё-таки могут быть просчитаны, то эти функции «подвержены внезапным (то есть непредсказуемым) изменениям» и система, по существу, непредсказуема.

## Принятие решений в условиях неопределённости
Условиями неопределённости считается ситуация, когда результаты принимаемых решений неизвестны.
Неопределённость подразделяется на стохастическую (имеется информация о распределении вероятности на множестве результатов), поведенческую (имеется информация о влиянии на результаты поведения участников), природную (имеется информация только о возможных результатах и отсутствует о связи между решениями и результатами) и априорную (нет информации и о возможных результатах).
Задача обоснования решений в условиях неопределённости всех типов, кроме априорной, сводится к сужению исходного множества альтернатив на основе информации, которой располагает ЛПР.
Качество рекомендаций для принятия решений в условиях стохастической неопределённости повышается при учёте таких характеристик личности ЛПР, как отношение к своим выигрышам и проигрышам, склонность к риску.
Обоснование решений в условиях априорной неопределённости возможно построением алгоритмов адаптивного управления.

### Выбор в условиях неопределённости
Эта область представляет ядро теории принятия решений.
Термин «ожидаемая ценность» (теперь называется математическое ожидание) был известен с XVII века. Блез Паскаль использовал это в описании известного пари, которое содержится в его работе «Мысли о религии и других предметах», изданной в 1670. Идея ожидаемой ценности заключается в том, что перед лицом множества действий, когда каждое из них может дать несколько возможных результатов с различными вероятностями, рациональная процедура должна идентифицировать все возможные результаты, определить их ценности (положительные или отрицательные, доходы или затраты) и вероятности, затем перемножить соответствующие ценности и вероятности и сложить, чтобы дать в итоге «ожидаемую ценность». Действие, которое будет выбрано, должно давать наибольшую ожидаемую ценность.
В 1738 Даниил Бернулли опубликовал влиятельную статью, названную «Изложение новой теории измерения риска» (Exposition of a New Theory on the Measurement of Risk), в которой он использует Санкт-Петербургский парадокс, чтобы показать, что теория ожидаемой ценности должна быть нормативно неправильной. Он также даёт пример, в котором голландский торговец пробует решить, застраховать ли груз, посылаемый из Амстердама в Санкт-Петербург зимой, когда известно, что есть 5%-ный шанс, что судно и груз будут потеряны. В его решении, он определяет функцию полезности и вычисляет ожидаемую полезность, а не ожидаемую финансовую ценность.
В XX столетии, интерес был повторно подогрет работой Абрахама Вальда (1939), указывающей, что две центральные проблемы ортодоксальной статистической теории, а именно, проверка статистических гипотез и статистическая теория оценивания, могли обе быть расценены как специфические специальные случаи более общей теории принятия решений. Эта работа вводила большую часть «ментального пейзажа» современной теории принятия решений, включая функции потери, функции риска, допустимые решающие правила, априорные распределения, байесовские правила решения, и минимаксные решающие правила. Термин «теория принятия решений» непосредственно начал использоваться в 1950 году Э. Л. Леманом.
Возникновение теории субъективной вероятности из работ Фрэнка Рамсея, Бруно де Финетти, Леонарда Сэвиджа и других, расширяет возможности теории ожидаемой полезности до ситуаций, где доступны только субъективные вероятности. В то же время раньше в экономике вообще предполагалось, что люди ведут себя как рациональные агенты и таким образом теория ожидаемой полезности также продвинула теорию реального человеческого поведенческого принятия решения при риске. Работа Мориса Алле и Даниэля Эллсберга показала, что это было не так очевидно.
Теория перспектив Даниэля Канемана и Амоса Тверски помещает поведенческую экономику на более прочную опору свидетельств. Эта теория указала, что в фактическом человеческом принятии решений (в противоположность нормативному) «потери чувствительнее выигрышей». Кроме того, люди более сосредоточены на «изменениях» полезности своих состояний, чем на полезности самих состояний, а оценка соответствующих субъективных вероятностей заметно смещена относительно присущей каждому «точки отсчёта».

### Разница между риском и неопределённостью
Существует два вида описания ситуаций, в которых точный исход неизвестен: риск и неизвестность. Ситуацию называют выбором в условиях риска, когда возможные исходы известны, при этом некоторые из этих исходов более благоприятны для агента, чем остальные. Например, при заключении пари исхода два: агент пари либо выиграет, либо нет, и вероятность выигрыша обычно можно посчитать математически, используя формулы разной сложности. В отличие от выбора в условиях риска, выбор в условиях неопределённости подразумевает неизвестное множество исходов. Например, если заключается пари с соглашением на иностранном языке, который незнаком агенту. Согласно правилу Избегания неопределённости, агент всегда предпочитает выбор в условиях риска выбору в условиях неопределённости. Как правило, этого можно достичь, превратив неопределённость в риск путём получения агентом дополнительных знаний о ситуации и использовании этих знаний. Например, в примере о пари на незнакомом языке, неопределённость можно превратить в риск, если агент выучит этот язык или воспользуется переводом.

## Ошибки первого и второго рода
Разделение ошибочных решений на ошибки первого и второго рода вызвано тем, что последствия от разного рода ошибочных решений принципиально различаются в части того, что упущенный выигрыш оказывает меньшее влияние на ситуацию, чем реализованный проигрыш. Например, для биржевого трейдера последствия того, что акции не были куплены, когда их следовало покупать, отличаются от последствий ситуации, когда акции были куплены, но покупать их не следовало. Первая ситуация может означать упущенную выгоду, вторая — прямые потери вплоть до разорения трейдера. Аналогично для политика отказ от захвата власти в революционной ситуации отличается по последствиям от проигранной попытки захватить власть. Для генерала начать военную операцию, которая будет проиграна, гораздо хуже, чем упустить ситуацию, когда можно было провести успешную операцию.
Вместе с тем, классификация ошибок первого и второго рода допустима только в ситуациях, когда ведется точный учёт и анализ рисков. Так, С. Гафуров отмечал для ситуации биржевых брокеров: «Многие полагают, что стратегическая задача аналитических служб (в отличие от прочих подразделений инвестиционных компаний) — не увеличение прибыли, а минимизация возможных потерь. И это принципиальное отличие. С точки зрения теории игр оптимальные решения аналитиков должны отличаться от оптимальных трейдерских действий. Предполагается, что оптимальные стратегии, реализованные в рекомендациях аналитиков, исходят из принципа минимизации максимальных проигрышей (минимакса), в то время как для трейдеров минимакс — неприемлемая стратегия (минимизация максимального проигрыша на рынке — не играть), и в общем виде оптимизация решений трейдеров формализуется только с точки зрения байесовского подхода. Отсюда и необходимость специальных функциональных подразделений, обеспечивающих баланс стратегий, — управляющих фондами. Компании ожидают от фондовых аналитиков непредвзятых прогнозов и обоснованных рекомендаций. Одни свойства таких прогнозов очевидны: точность, достоверность. Другие, такие как воспроизводимость, методологическая корректность или робастность (независимость результатов прогноза от системы координат), часто остаются вне поля зрения как специалистов, делающих прогнозы, так и тех, кто эти прогнозы оценивает».

## Альтернативы теории вероятностей
Очень спорная проблема — можно ли заменить использование вероятности в теории решения другими альтернативами. Сторонники нечёткой логики, теории возможностей, теории очевидностей Демпстера-Шафера и др. поддерживают точку зрения, что вероятность — только одна из многих альтернатив, и указывают на многие примеры, где нестандартные альтернативы использовались с явным успехом. Защитники теории вероятностей указывают на:
- работу Ричарда Трелкелда Кокса по оправданию аксиом теории вероятностей;
- парадоксы Бруно де Финетти как иллюстрацию теоретических трудностей, которые могут возникнуть благодаря отказу от аксиом теории вероятностей;
- теоремы совершенных классов, которые показывают, что все допустимые решающие правила эквивалентны байесовскому решающему правилу с некоторым априорным распределением (возможно, неподходящим) и некоторой функции полезности. Таким образом, для любого решающего правила, порождённого невероятностными методами, либо есть эквивалентное байесовское правило, либо есть байесовское правило, которое никогда не хуже, но (по крайней мере) иногда и лучше.

Действительнозначность вероятностной меры под сомнение была поставлена только однажды — Дж. М. Кейнсом в его трактате «Вероятность» (1910 год). Но сам автор в 1930-х годах назвал эту работу «самой худшей и наивной» из его работ, стал к этому времени активным приверженцем аксиоматики Колмогорова — Р. фон Мизеса и никогда не ставил её под сомнение. Конечность вероятности и счётная аддитивность — это сильные ограничения, но попытка убрать их, не разрушив здания всей теории, оказались тщетными. Это в 1974 году признал один из самых ярких критиков аксиоматики Колмогорова — Бруно де Финетти.
Более того, он показал фактически обратное — отказ от счётной аддитивности делает невозможными операции интегрирования и дифференцирования и, следовательно, не даёт возможности использовать аппарат математического анализа в теории вероятностей. Поэтому задача отказа от счетной аддитивности — это не задача реформирования теории вероятностей, это задача отказа от использования методов математического анализа при исследовании реального мира.
Попытки же отказаться от конечности вероятностей привели к построению теории вероятностей с несколькими вероятностными пространствами, на каждом из которых выполнялись аксиомы Колмогорова, но суммарно вероятность уже не должна была быть конечной. Но пока неизвестно каких-либо содержательных результатов, которые могли бы быть получены в рамках этой аксиоматики, но не в рамках аксиоматики Колмогорова. Поэтому это обобщение аксиом Колмогорова пока носит чисто схоластический характер.
С. Гафуров полагает, что принципиальным отличием теории вероятности Кейнса (а, следовательно, и математической статистики) от колмогоровской (Фон Мизеса и пр.) является то, что Кейнс рассматривает статистику с точки зрения теории принятия решений для нестационарных рядов. Для Колмогорова, Фон Мизеса, Фишера и пр. статистика и вероятность применяются для существенно стационарных и эргодичных (при правильно подобранных данных) рядов — окружающего нас физического мира.
Известно, что теория нечётких множеств (англ. fuzzy sets) в определённом смысле сводится к теории случайных множеств, то есть к теории вероятностей. Соответствующий цикл теорем приведён в книгах А. И. Орлова, в том числе указанных в списке литературы ниже.

## Парадокс выбора
Во многих случаях наблюдается парадокс, когда больший выбор может привести к худшему решению или, вообще, к отказу принять решение. Иногда это теоретически объясняется тем, что называется «параличом анализа», реального или воспринятого, а также, возможно, «рациональным невежеством». Много исследователей, включая Шину Айенгар и Марка Леппера, опубликовало исследования этого явления. (Goode, 2001)
Также у нас сейчас есть центральная проблема выбора — свобода выбора. В понимании Барри Шварца выбор не сделал нас свободнее, но ограничил, не сделал нас счастливее, но постоянно вызывает неудовлетворённость.

## Моделирование принятия решений
Многоплановой моделью для исследования различных аспектов теории принятия решений являются деловые шахматы. При этом в качестве экспертных систем возможно применение существующих шахматных компьютерных программ.